# Locris erythromela
Locris erythromela är en insektsart som först beskrevs av Walker 1858.  Locris erythromela ingår i släktet Locris och familjen spottstritar. Inga underarter finns listade i Catalogue of Life.